# Comté d'Oswego
Le comté d'Oswego (en anglais : Oswego County) est l'un des 62 comtés de l'État de New York, aux États-Unis. Le siège de comté est Oswego. Son nom vient de la rivière Oswego.

## Histoire
Le comté a été fondé en 1816.

## Population
La population du comté s'élevait à 117 525 habitants au recensement de 2020.
| Groupe                           | Comté d'Oswego | New York | États-Unis |
| -------------------------------- | -------------- | -------- | ---------- |
| Blancs                           | 90,1           | 66,8     | 72,4       |
| Afro-Américains                  | 1,7            | 15,9     | 12,6       |
| Métis/autres                     | 5,5            | 3,0      | 2,9        |
| Asiatiques                       | 0,7            | 7,3      | 4,8        |
| Amérindiens                      | 0,4            | 0,6      | 0,9        |
| Océano-Américains                | 0,02           | 0,1      | 0,2        |
| Hispaniques et Latino-Américains | 3,616          | 17,6     | 16,7       |
| Total                            | 100            | 100      | 100        |
|                                  |                |          |            |

## Comtés adjacents
- comté de Lewis au nord-est,
- comté de Jefferson au nord-est,
- comté d'Oneida à l'est,
- comté de Madison au sud-est,
- comté d'Onondaga au sud,
- comté de Cayuga au sud-ouest,
- Lac Ontario et Canada au nord-ouest,

## Municipalités du comté
| - Altmar - Albion, - Amboy - Boylston - Central Square - Cleveland - Constantia - Fulton - Granby - Hastings - Hannibal | - Lacona - Mexico - Minetto - New Haven - Orwell - Oswego - Palermo - Parish - Phoenix - Pulaski | - Redfield - Richland - Sand Ridge - Sandy Creek - Schroeppel - Scriba - Volney - West Monroe - Williamstown |